# Fezzan
Fezzan, arabisk فزان, er et ørkenområde midt i Sahara. Det ligger i den sydvestlige del af Libyen. Omådet grænser op til Algeriets store østlige sandørken i vest, til Niger og Tchad i syd og til Libyens kystzone Tripolitanien i nord. I øst findes den store libyske ørken. Fezzan er omtrent 700.000 km² stort.
Til trods for at den største del af området er ufrugtbar ørken lever over 100.000 mennesker her. Befolkningen i Fezzan består både af arabere og indvandrede fra landene syd for Sahara.
Den største og egentlig eneste by er Sabha. Den er i dag et knudepunkt for transporter mellem Tunesien og Libyen i nord gennem ørkenen til landene sydpå.

## Tuaregerne
Tuaregerne, ”det blå folk”, som findes i Fezzan og i nabolandene har i mange hunderede år levet et nomadeliv med handel og transport af salt, guld og slaver. Nogle lever stadig af kamelkaravaner. Tuaregerne har sit eget sprog, tamashek, og et alfabet som ikke ligner noget andet.

## Naturen
Området er meget tørt. Det betyder at der er ikke ret meget af landbrug. Tæt ved oaser dyrker man nogen gange cirtusfrugter, oliven og figen. Det vigtigste er ellers dadler fra de mange millioner dadelpalmer.
Der er kæmpestore sandørkner som det kræver mange dage med firhjustrækker for at komme igennem. Her er ingen bostættelser eller vandhuller og kun enkelte spor af køretøjer. Sanddynerne har skiftende farver og varierende underlag. Der er også ørkenplateauer, bjergkæder, sten- og grusørkener. I Fezzan finder man en gang imellem tørre floder – wadis. Her kan der være enkelte buske eller træer.

## Førhistoriske bosættelser
Hele Fezzan har ligesom resten af Sahara været påvirket af store klimaforandringer i tidernes løb. Spor af mennesker findes blandt andet i form af hulemalerier i bjergkæden Akakus og helleristninger i den udtørrede floden Wadi Methkandoush.
Der er fundet spor af menneskeboliger langt tilbage i tiden. Fem forskellige tidsepoker kan identificeres. De ældste spor er 12.000 år gamle i form af helleristninger med motiver på vilde dyr som elefanter, giraffer, flodheste og bøfler. Den gang var Sahara en stor smuk savanne som vi i dag kun ser længere sydpå i Afrika. Under en tidsperiode som begynder for omtrent 10.000 år siden tilkom meget kunstnerisk udformede hulemalerier som viser at der var en vis kultur. Billeder af mennesker som besøger frisøren er kun et eksempel. Nogle tusind år senere var der sandsynligvis en del samfund og man kan se hvordan våben i form af spyd begynder at blive almindelige. Samtidig begynder det tempererede klima successivt at blive tørrere og billederne bliver kvalitetsmæssigt dårligere. For 3.000 år siden begynder perioden, hvor heste dukker op. Det indikerer muligheder for bedre kommunikation og at handel kan foretages over længere afstande. Det er fra dette tidspunkt at man kan se de første spor af tuaregernes skriftsprog.
Den femte og sidste periode begyndte for 2.000 år siden. Nu begyndte den meget tørre tid som ligner dagens Sahara og hvor kameler begynder at blive brugt til transporter gennem Sahara. I Germa fandtes i denne tid i løbet af mere end 1.000 år et veludviklet samfund. Dagens ’oasebyer’ (Ghadames, Ghat, Murzuk, Sabha) blev vigtige knudepunkter for disse kamelkaravaner på vej fra Tripoli og Tunesien i nord till In Salah og Tamanrasset i Algeriet i vest og til Agadez i Niger i syd.

## Opdagelsernes tid
Mange europæiske eventyrlystne opdagere prøvede at undersøge Sahara og Fezzan i 1800-tallet. Disse ekspeditioner fik dog aldrig nogen stor økonomisk betydning. Det var først i begyndelsen af 1900-tallet hvor italienerne ved det Osmanniske Riges tilbagegang begyndte interessere sig for området. Det var dog først i 1930'erne at de fik kontrol over Fezzan.